# François Lafon
Pour le peintre, voir François Lafon (peintre).
Pour les articles homonymes, voir Lafon.
 (mai 2021).
Si vous disposez d'ouvrages ou d'articles de référence ou si vous connaissez des sites web de qualité traitant du thème abordé ici, merci de compléter l'article en donnant les références utiles à sa vérifiabilité et en les liant à la section « Notes et références ».
François Lafon, né[Où ?] le 14 avril 1956, est un historien et homme politique français.

## Biographie
Agrégé, docteur en histoire, maître de conférences à l'université Paris 1 Panthéon-Sorbonne, il y a soutenu son habilitation à diriger des recherches en présentant un mémoire inédit sur les relations entre le socialisme français et le mouvement sioniste avant la Seconde Guerre mondiale. Spécialiste du socialisme français dans le second XXe siècle, principalement de 1946 à la fin des années 1960, il s'est intéressé à Guy Mollet, auquel il a consacré sa thèse et une longue biographie, à André Philip et aux liens entre le Parti socialiste d'une part, le mouvement sioniste d'autre part. À cette fin, il a été chercheur en délégation au Centre de Recherche Français à Jérusalem (antenne du CNRS en Israël) et donna des cours volontairement au collège académique de Netanya, jusqu'en 2010, avant de retrouver sa place à l'université Paris-I-Panthéon-Sorbonne. Il termine la rédaction d'un ouvrage sur le sionisme de Léon Blum et de son entourage, dans lequel il analyse, grâce aux archives israéliennes, les exemples de Marc Jarblum et d'André Blumel et, par ce biais, les relations entre le MAPAI et le MAPAM. Il dirige également le programme en cours de traduction et d'édition d'extraits du journal de David Ben Gourion, en coopération avec l'Institut Ben Gourion de Sdeh Boker.
Parallèlement à ces recherches, il a occupé d'importantes responsabilités administratives : Chargé de mission et chef de cabinet de l'administrateur général de la Bibliothèque nationale (1988-1991), chargé de mission au cabinet du Premier ministre (1991-1992), Chargé de mission auprès du directeur des archives de l'Institut national de l'audiovisuel (1992-1993), directeur du département AES de l'université Paris-I-Panthéon-Sorbonne (1997-2002). 
Depuis 1997, il est membre du Comité de rédaction de la revue Recherche socialiste.
Président en juin 2016 pour l'Ariège de l'association Les Socialistes impulsée par la sénatrice Marie-Noëlle Lienemann, il devient maire en 2020 du petit village de Lercoul, situé dans la vallée de Vicdessos, en Ariège. Il est désigné tête de liste de l'Ariège La France insoumise aux élections régionales de 2021 en Occitanie.
Selon le site d'extrême droite Boulevard Voltaire, il aurait déclaré le 25 janvier 2023, à propos des électeurs d'Éric Zemmour, ancien candidat à la présidentielle pour le parti d'extrême droite Reconquête : « [...] si certains ont voté Zemmour, je les considère comme des bêtes à abattre ». Selon François Lafon, qui conteste les propos qui lui sont attribués, il s'agit d'une affaire interne à l'université qui a été instrumentalisée par l'extrême droite. Toutefois, les cinq autres membres du conseil municipal du village appellent dans un communiqué à sa démission, condamnant des propos « antisémites » et « un appel au meurtre ».

## Publications
- Guy Mollet, secrétaire général de la SFIO. Recherches sur les principes du mollettisme, thèse de doctorat, École des hautes études en sciences sociales, 1993
- Contribution à Jean Maitron (dir.), Dictionnaire biographique du mouvement ouvrier français, éd. de l'Atelier
- Contribution à Jean-François Sirinelli (dir.), Dictionnaire de la vie politique française au XXe siècle, Presses universitaires de France, 1995 ; nouv. éd. 2003
- Contribution à Serge Berstein, Frédéric Cépède, Gilles Morin et Antoine Prost (dir.), Le Parti socialiste dans la société française, de la Libération à la Guerre froide, 1944-1948, Publications de la Sorbonne, 2001
- Guy Mollet, éd. Fayard, 2006
- Autorité et pouvoir de décision dans le socialisme français. La prise du secrétaire général in Vingtième siècle, Revue d'histoire, n°96/2007/4, Presses de Science Po
- Guy Mollet et la gestion de la crise de Suez in Les Occidentaux et la crise de Suez : une relecture politico-militaire, dir : Robert Frank Presses de la Sorbonne (sous presse)
- André Blumel, un itinéraire sioniste à la croisée des chemins in Bulletin du CRFJ, 19/2008
- Israël autour de 1967 dans la revue Esprit ; une polémique significative entre Marc Jarblum et Jean Marie Domenach in Les intellectuels français et Israël, dir Denis Charbit, Editions de l'Eclat, Paris 2009.